# 龚兵
龚兵，中华人民共和国教育部长江学者讲座教授，北京师范大学化学生物学系系主任，主要从事超分子化学、仿生纳米结构设计及相关材料等方面的研究工作。

## 社会兼职
- 美国国家卫生研究院 (NIH)生物有机和天然产物部评审委员会委员
- 美国国家科学基金会材料研究科学与工程中心暨纳米尺寸科学与工程中心成员
- 美国国家科学基金会“化学合作研究项目”评审组成员[1]